# Helio-3
El helio-3, He-3 o 3He es un isótopo del helio. Su núcleo contiene dos protones y un neutrón, a diferencia del helio-4 que tiene dos protones y dos neutrones. Esta diferencia en la masa atómica hace que tenga distintas propiedades fisicoquímicas. Su producción natural se da en las estrellas, como el Sol, debido a las reacciones de fusión nuclear entre los núcleos de hidrógeno. Después el viento solar hace que el helio-3 se disemine por el espacio.

## Propiedades y aplicación en la fusión nuclear
La experimentación sobre la fusión nuclear en reactores experimentales se lleva a cabo con el deuterio y el tritio. La posibilidad de una futura aplicación del helio-3 en este proceso se debe a ventajas comparativas con el tritio dadas sus propiedades. Estas se resumen en una mayor facilidad en el manejo del material y sus residuos y a una mayor seguridad en caso de accidente.El tritio, con una semivida de unos 12'3 años, se degrada a Helio-3.  
El resultado de la fusión entre un núcleo de helio-3 y uno de deuterio es el mismo que en el caso del tritio y el deuterio. La única diferencia es que en el primer caso se libera un protón, que al tener carga positiva se puede retener en el interior de un campo magnético, previniendo su degradación y la del contenedor. Además, en caso de accidente la reacción se detendría automáticamente y no liberaría radioactividad ya que tanto el helio-3 como el deuterio son isótopos estables y, por lo tanto, no radioactivos.
Más allá de su uso como fuente de energía en la Tierra, se está investigando su posible aplicación aeroespacial. El Direct Fusion Drive es un motor de fusión en desarrollo, que utilizaría helio-3. Según los investigadores, su desarrollo final es el primer paso para acortar los viajes interplanetarios.
Los dos problemas principales en la aplicación del helio-3 en la fusión nuclear son su escasez en la Tierra y la dificultad para alcanzar las condiciones necesarias para la fusión.

## Reservas y usos
Las reservas de helio-3 en la Tierra son escasas. Esto se debe a la función que ejerce la atmósfera terrestre como escudo protector ante la radiación. En cambio, la situación en la Luna es diferente, ya que la superficie lunar, al no tener atmósfera, está mucho más expuesta a la radiación.
Al igual que en Marte, esto hace que se acumulen ingentes cantidades de helio-3, hidrógeno, carbono, nitrógeno… transportados por el viento solar.
Según estimaciones de la empresa Bloomberg, las reservas lunares de helio-3 podrían abastecer la demanda energética mundial durante 250 años. Esto ha llevado a que algunos hablen del helio-3 como el oro lunar. 
Dado su potencial, la mayoría de las potencias espaciales, como lo son Estados Unidos, China, Rusia o la India, están experimentando en torno a una posible explotación del suelo lunar. De momento, la viabilidad de la explotación comercial está por demostrar. Se puede encontrar en la Luna, pero solo hay 20 partes de helio-3 por cada mil millones de suelo lunar, y todavía no se ha desarrollado una máquina capaz de trabajar el regolito y extraer el combustible. A esto hay que añadir el coste de transportarlo de vuelta a la Tierra.
En agosto de 2024, científicos chinos publicaron que están desarrollando un sistema de lanzamiento magnético para la Luna que funciona como una catapulta electromagnética, con el objetivo de lanzar el helio-3 hacia la Tierra.